# KkStB 19 sorozatú szerkocsi
A kkStB 18 sorozatú szerkocsi egy háromttengelyes szerkocsisorozata volt az osztrák Császári és Királyi Osztrák Államvasutaknál (k.k.  Staatsbahn, kkStB), melyek eredetileg az Eisenbahn Pilsen-Priesen(-Komotau)-tól (EPPK) származtak.
Az EPPK ezeket a szerkocsikat 1872-ben a Sigl bécsi és 1876-ban a Ringhoffer prága-smíchovi gyárától vásárolta.
Az EPPK államosítása után a kkStB a szerkocsikat a 19 szerkocsi sorozatba osztotta be. A szerkocsik az EPPK eredetű mozdonyokkal kapcsolva üzemeltek.
| EPPK / kkStB 19 sorozatú szerkocsi | EPPK / kkStB 19 sorozatú szerkocsi | EPPK / kkStB 19 sorozatú szerkocsi |
| Műszaki adatok                     | Műszaki adatok                     | Műszaki adatok                     |
| ---------------------------------- | ---------------------------------- | ---------------------------------- |
| Tengelyek száma:                   | 3                                  | 3                                  |
| Tengelytávolság:                   | 3160 mm                            | 3160 mm                            |
| Kerékátmérő:                       | 995 mm                             | 995 mm                             |
| Vízkészlet                         | 9,5 m³                             | 9,5 m³                             |
| Tüzelőanyagkészlet:                | 7,0 m³ szén                        | 7,0 m³ szén                        |
| Üres tömeg:                        | 11,5 t                             | 11,5 t                             |
| Szolgálati tömeg:                  | 26,5 t                             | 26,5 t                             |

## Fordítás
- Ez a szócikk részben vagy egészben  a   kkStB Tenderreihe 19 című német Wikipédia-szócikk fordításán alapul.  Az eredeti cikk szerkesztőit annak laptörténete sorolja fel. Ez a jelzés csupán a megfogalmazás eredetét és a szerzői jogokat jelzi, nem szolgál a cikkben szereplő információk forrásmegjelöléseként.